# Тесленко, Елена Леонтьевна
Елена Леонтьевна Тесленко (род. 5 февраля 1969 года в Кировограде) — украинская легкоатлетка и тренер.

## Биография
Училась с 1992 по 1997 год в Кировоградском государственном педагогическом университете им. В. Винниченко. С 1980 года начала тренироваться под руководством Александра Тесленко.
Мастер спорта СССР, бронзовый призёр чемпионата Советского Союза по бегу 4×400 м (Ленинград, 1988), серебряный призёр чемпионата Украины по бегу на 200 м (Житомир, 1991). Личные рекорды: 100 м — 11,62 с, 200 м — 24,00 с.
С 1997 года — тренер отделения лёгкой атлетики ДЮСШ «Спартак» ФСО «Украина». Среди её учеников: Андрей Горовой — кандидат в мастера спорта, чемпион украины среди юниоров по барьерному бегу (Киев, 1998); Наталья Нечаева — кандидат в мастера спорта, бронзовый призёр чемпионата Украины среди юниоров по барьерному бегу (Алушта, 1999); Янина Граничник — бронзовый призёр чемпионата Украины по барьерному бегу среди юниоров и детей (Белая Церковь, 2011); Денис Тесленко — дважды серебряный призёр чемпионата Украины на дистанции 400 м с барьерами и в эстафете 4 по 400 метров.